# Колыбельная для брата
«Колыбельная для брата» — реалистическая повесть Владислава Крапивина, впервые опубликованная в 1—5 номерах журнала «Пионер» за 1979 год. Иллюстрации к первому изданию выполнил Евгений Медведев. В центре повести — конфликт между школой и подростком, которого несправедливо обвинили в воровстве. По мнению литературоведа М. Липовецкого, повесть представляет собой «социологический анализ детского одиночества».

## Сюжет
В начале учебного года семиклассника Кирилла Векшина учительница перед всем классом обвиняет в краже кошелька у студентки-практикантки, которой он не совершал. Единственная улика против него — то, что он случайно оказался в учительской раздевалке и, не желая унижаться, не позволил обыскивать свои карманы.
Случайно Кирилл узнаёт, что кошелёк украл тихий и незаметный Петька Чирков (Чирок). Сначала он решает заставить его во всём признаться, но узнаёт, что Чирков совершил кражу, чтобы рассчитаться с хулиганами, которые вымогают у него деньги. Кирилл решает помочь Чиркову и вступает в противостояние с хулиганской шайкой, которой верховодит Дыба, поскольку хочет помочь тем, кто не может себя защитить.
Изложение основной сюжетной линии прерывается обширными включениями, представляющими собой воспоминания Кирилла о прошедшем годе, в течение которого в его жизни произошли серьёзные изменения. Зимой Кирилл познакомился с компанией ребят, которые из шлюпки строили настоящий парусник «Капитан Грант». Руководил коллективом молодой фотограф, имеющий прозвище «Дед». В этой компании Кирилл впервые осознал, что такое настоящие крепкие товарищеские отношения и подружился с Дедом и его ребятами. Во время плавания на озере ребята, идя на риск, решают спасти от лесного пожара туристов — этот случай радикально изменяет их мировосприятие.  Однажды Кириллу предлагает подружиться восьмилетний Митька — родственник Деда. Митька — вечно перемазанный второклассник, жутко боящийся привидений, но бесстрашно работающий на стакселе при шторме. Чтобы подружиться «крепко и навеки» Кирилл с Митькой обмениваются тайнами: Митька — про то, что зарыл за сараем клад — сундучок со старинными монетами, «не для богатства, а для интереса», а Кирилл — про свою первую, недавно начавшуюся любовь.
В конце книги хулиганы Дыбы жестоко избивают Кирилла, однако, чувствуя поддержку отряда и, главное, восьмилетнего Митьки, он не падает духом и готовится к продолжению борьбы за справедливость.

## Критика
Публикация повести вызвала широкий резонанс в обществе, причём мнения разделились от восторженных до полного неприятия. В частности, сам Крапивин писал: «Говорят, некоторые классные дамы даже выкрадывали журналы „Пионер“ из школьных библиотек и выдирали из этих журналов листы с повестью „этого самого Крапивина, которого до сих пор не призвали к порядку и который опять…“ А ребята писали в редакцию множество писем…». Журнал с опубликованной повестью в некоторых городах изымался из школьных библиотек, а издательством «Детская литература» повесть была напечатана только в 1987 году.
Крапивин подробно описывает конфликт между школьниками и «формально-бюрократическим» подходом педагогов. Автор противопоставляет два коллектива, формальный коллектив класса и неформальную группу, которую объединяет идея построить парусник. Классный руководитель Ева Петровна, по словам литературоведа Л. Колесовой, «более всего беспокоится о своём учительском престиже», поэтому отношения между ребятами характеризуются отчуждением и безразличием, в классе превалируют формализм и принуждение. Как полагала Колесова, тоска главного героя по семье, как и поиск Митькой старшего друга, имеют одну и ту же природу: автор повести убеждён, что понять ребёнка можно только из «страны детства». Литературовед заключала, что этот взгляд «изнутри» позволил Крапивину оригинально подойти к освещению проблемы малодетности семьи. Колесова отмечала, что в повести заметно изменение подхода Крапивина к отношениям между взрослыми и детьми: «отчётливо осознаётся необходимость союза между взрослым и малышом». По мнению Е. Великановой, в повести отразилась тенденция в творчестве писателя: коллектив (отряд) постепенно уходил на второй план, а большее значение приобретала семья.  
Писатель и публицист Ю. Бриль в рецензии на повесть (1980) отметил, что Крапивин вернулся к хорошо ему знакомой форме «романтического реализма». Образы героев повести повторяют характеры других произведений автора, в первую очередь «Мальчика со шпагой». Кирилл Векшин, «мальчик с открытым и честным взглядом», герой-рыцарь, защищающий слабых, соответствует Сергею Каховскому из романа. Их объединяет бескомпромиссность поступков: Кирилл прощает Чирка, хотя тот и является виноватым, поскольку прощение должно быть полным. Окружение героя, его друзья среди детей и взрослых также имеют аналоги в предыдущих книгах Крапивина, как и общая тематика рыцарства и мужества. По мнению критика, мечта о плаваниях по дальним морям в ранних произведениях автора находит своё воплощение в повести: герои плавают по озеру, попадают в настоящий шторм и выступают в роли спасателей. Бриль выделил мастерски построенный сюжет, динамику действия, которое выстраивается вокруг одного конфликта. 
По мнению М. Липовецкого, автор раскрывает социологические причины подросткового одиночества: неограниченная авторитарность школьного бюрократизма и духовное и физическое насилие как корни социального зла. Насилие, превратившееся в норму обычной жизни, осуществляется не только со стороны наглых дворовых хулиганов (к тому же наделённых лидерскими качествами), но и со стороны учителей-диктаторов, действующих в рамках «теневой педагогики». Подобное давление общества на подростков приводит к равнодушию, апатии и, как следствие, к одиночеству, сводит человеческие отношения к формальным или «деловым» связям. Выход из состояния одиночества возможен через взятие на себя ответственности: Кирилл Векшин оказывается способным действовать смело и независимо тогда, когда он ощущает способность к сопереживанию и милосердию, когда у него появляется чувство ответственности за малознакомого Петьку Чиркова. Так подросток обретает духовную свободу и нравственное достоинство.  
По мнению критика Е. Савина, в отличие от Серёжи Каховского, главного героя «Мальчика со шпагой», Кирилл Векшин, встретившись с непонятными явлениями, не избегает их, а пытается активно воздействовать на них. Также в «Колыбельной для брата» иначе решается вопрос детских отрядов. Олег Московкин в «Мальчике со шпагой» ставил своей целью создать отряд, но это у него не вышло, и после его отъезда «Эспада» распалась. А у Деда из «Колыбельной для брата» задачи создать отряд не было. Ребята сами сплотились вокруг него и общего интересного дела: «Сначала думал: просто работники, экипаж, чтобы с кораблём управляться. А вышло, что главное не корабль, а они», — говорит Дед.
Ю. Аникина отметила метафорический обряд инициации или испытания, связанный с социализацией и взрослением ребёнка: юные матросы парусника преодолевают свой страх в условиях смертельной опасности. Проходя через испытание, ребята обретают чувство единения, они осознают важность «своего экипажа». Кирилл Векшин также «чувствует силу», когда даёт отпор.  
Сам Крапивин, позднее комментируя критику в свой адрес (Р. Арбитман, А. Разумихин) по поводу воспитания в героях агрессивности, культа «добра с кулаками» в его произведениях, утверждал, что в повести он вкладывал в слова Кирилла Векшина опровержение  этой идеи: «Добро не должно быть с кулаками, но защищать добро надо. Добро не должно быть нападающим, агрессивным, активным.»

## Экранизация
В 1982 году на киностудии имени Горького по повести был снят одноимённый фильм, главную роль в котором сыграл сын режиссёра Владимира Грамматикова Егор Грамматиков. Фильм был хорошо принят и получил несколько премий. Владислав Крапивин о постановке говорил: «Единственный, пожалуй, фильм более или менее удачно экранизированный — „Колыбельная для брата“. И то я бы поставил ему не выше трёх баллов с плюсом».

## Колыбельная-2
Из-за широкого резонанса Крапивин приблизительно в 1979 году задумал написать продолжение повести под условным названием «Колыбельная-2» о том, как в дружный экипаж «Капитана Гранта» попадает озлобленный жизнью подросток. Однако, написав бо́льшую часть повести, он оставил работу, уничтожив рукопись. Некоторые мотивы «Колыбельной-2» вошли в более поздние произведения «Журавлёнок и молнии» и «Острова и капитаны». Уцелевшие фрагменты были опубликованы в 2001 году в «лоскутной повести» «Нарисованные герои».